# Ptychadena chrysogaster
Espèce
Statut de conservation UICN

 LC  : Préoccupation mineure
Ptychadena chrysogaster est une espèce d'amphibiens de la famille des Ptychadenidae.

## Répartition
Cette espèce est endémique du centre de l'Afrique. Elle se rencontre entre 1 200 et 1 600 m d'altitude, :
- dans le sud-ouest de l'Ouganda ;
- dans le nord de la Tanzanie ;
- dans l'est de la République démocratique du Congo dans la province du Kivu ;
- au Burundi ;
- au Rwanda.

## Publication originale
- Laurent, 1954 : Étude de quelques espèces méconnues du genre Ptychadena. Annales du Musée Royal du Congo Belge, Sciences Zoologiques, Tervuren, vol. 34, p. 7-34.